# Franska direktorievalet 1795
Franska direktorievalet 1795 ersatte 150 valda män av Femhundrarådet. Valet hölls i april och maj. Endast skattebetalande medborgare fick rösta.